# Vîșneve, Huleaipole
Vîșneve (în ucraineană Вишневе) este un sat în comuna Novozlatopil din raionul Huleaipole, regiunea Zaporijjea, Ucraina.

## Demografie
Componența lingvistică a localității Vîșneve
     Ucraineană (95%)
     Rusă (5%)
Conform recensământului din 2001, majoritatea populației localității Vîșneve era vorbitoare de ucraineană (95%), existând în minoritate și vorbitori de rusă (5%).